# Руанда на летних Олимпийских играх 2012
Руанда принимала участие в летних Олимпийских играх 2012 года, которые проходили в Лондоне (Великобритания) с 27 июля по 12 августа, где её представляли 7 спортсменов в четырёх видах спорта. На церемонии открытия Олимпийских игр флаг Руанды нёс велосипедист Адриен Нионшути.
На летних Олимпийских играх 2012 Руанда вновь не сумела завоевать свою первую олимпийскую медаль. За исключением пловца Джексон Нийомугабо, для которого эта Олимпиада стала второй в карьере, все спортсмены Руанды впервые принимали участие на Играх. На этих Олимпийских играх спортсмен из Руанды впервые участвовали в соревнованиях по дзюдо.

## Состав и результаты

### Велоспорт

#### Маунтинбайк
| Соревнование | Спортсмены      | Результат | Место |
| ------------ | --------------- | --------- | ----- |
| Мужчины      | Адриен Нионшути | 1:42:46   | 49    |

### Дзюдо
Мужчины
| Соревнование | Спортсмены       | 1/32 финала        | 1/16 финала                | 1/8 финала           | Четвертьфинал        | Полуфинал            | Финал                | Место |
| Соревнование | Спортсмены       | Соперник Результат | Соперник Результат         | Соперник Результат   | Соперник Результат   | Соперник Результат   | Соперник Результат   | Место |
| ------------ | ---------------- | ------------------ | -------------------------- | -------------------- | -------------------- | -------------------- | -------------------- | ----- |
| до 73 кг     | Фред Янник Увасе | Не участвовал      | BRAБ. Мендонса П 0000:0100 | Завершил выступление | Завершил выступление | Завершил выступление | Завершил выступление | 17    |

### Лёгкая атлетика
Мужчины
Беговые виды
| Соревнование  | Спортсмены     | Результат | Место |
| ------------- | -------------- | --------- | ----- |
| 10 000 метров | Роберт Каджуга | 27:56,67  | 14    |

Шоссейные виды
| Соревнование | Спортсмены        | Результат | Место |
| ------------ | ----------------- | --------- | ----- |
| Марафон      | Жан-Пьер Мвуйкуре | 2:30:19   | 79    |

Женщины
Шоссейные виды
| Соревнование | Спортсмены           | Результат | Место |
| ------------ | -------------------- | --------- | ----- |
| Марафон      | Клаудетт Мукасакинди | 2:51:07   | 101   |

### Плавание
Мужчины
| Соревнование             | Спортсмены         | Отборочный раунд | Отборочный раунд | Отборочный раунд | Полуфинал            | Полуфинал            | Полуфинал            | Финал                | Финал                | Итоговое место |
| Соревнование             | Спортсмены         | Заплыв           | Результат        | Место            | Заплыв               | Результат            | Место                | Результат            | Место                | Итоговое место |
| ------------------------ | ------------------ | ---------------- | ---------------- | ---------------- | -------------------- | -------------------- | -------------------- | -------------------- | -------------------- | -------------- |
| 50 метров вольным стилем | Джексон Нийомугабо | 2                | 27,38            | 4                | Завершил выступление | Завершил выступление | Завершил выступление | Завершил выступление | Завершил выступление | 52             |

Женщины
| Соревнование             | Спортсмены        | Отборочный раунд | Отборочный раунд | Отборочный раунд | Полуфинал             | Полуфинал             | Полуфинал             | Финал                 | Финал                 | Итоговое место |
| Соревнование             | Спортсмены        | Заплыв           | Результат        | Место            | Заплыв                | Результат             | Место                 | Результат             | Место                 | Итоговое место |
| ------------------------ | ----------------- | ---------------- | ---------------- | ---------------- | --------------------- | --------------------- | --------------------- | --------------------- | --------------------- | -------------- |
| 50 метров вольным стилем | Альфонсин Агахозо | 3                | 30,72            | 3                | Завершила выступление | Завершила выступление | Завершила выступление | Завершила выступление | Завершила выступление | 58             |